# The BDP Album
The BDP Album to dwudziesty studyjny solowy album rapera KRS-One. Wydany 10 stycznia 2012 nakładem wytwórni 6.8.2 Records.

## Lista utworów
| #  | Tytuł                                    | Czas |
| -- | ---------------------------------------- | ---- |
| 1  | Kenny Parker Intro                       | 1:25 |
| 2  | Tote Gunz                                | 3:23 |
| 3  | Forever (feat. Channel Live)             | 2:25 |
| 4  | All Day                                  | 4:09 |
| 5  | The Solution                             | 3:31 |
| 6  | Cypher Remix                             | 3:48 |
| 7  | Introducing                              | 3:08 |
| 8  | I Do This for You                        | 1:23 |
| 9  | Comin' In                                | 2:51 |
| 10 | Do It                                    | 3:14 |
| 11 | The Hustle                               | 3:13 |
| 12 | Times Up (feat. Jesse West)              | 3:14 |
| 13 | 2012                                     | 3:34 |
| 14 | What It Is / Outro (feat. Inyang Bassey) | 4:00 |